# Schistophleps minor
Schistophleps minor är en fjärilsart som beskrevs av Walter Karl Johann Roepke 1946. Schistophleps minor ingår i släktet Schistophleps och familjen björnspinnare. Inga underarter finns listade.